# جمعية شباب البحرين لحقوق الإنسان
جمعية شباب البحرين لحقوق الإنسان منظمة حقوق الإنسان بحرينية تأسست في مارس 2005 وكانت نشطة في احتجاجات عام 2011. تقوم الجمعية بتنظيم ورش عمل تدريبية وتوثق انتهاكات حقوق الإنسان وتشارك في تشكيل شبكة إقليمية للنشطاء الشباب في مجال حقوق الإنسان في ثماني دول عربية. يتولى محمد المسقطي منصب رئيس الجمعية.

## التاريخ المبكر
اشتملت أنشطة الجمعية على الاحتجاج من أجل حرية المدون المصري كريم عامر وكذلك الإبلاغ عن الاتجار بالبشر في البحرين.
في يونيو 2005 حاولت الجمعية التسجيل كمنظمة غير حكومية مع الحكومة البحرينية ولكن تم رفض الطلب. رغم ذلك واصل الفريق عمله واستدعي المسقطي إلى المحكمة في عام 2007 بتهمة قيادة منظمة غير مسجلة وعقوبتها القصوى السجن لمدة ستة أشهر. أصدرت منظمة حرية التعبير الدولية للتبادل نداء عبر البريد الإلكتروني للبدء في حملة للإفراج عنه واصفة الاعتقال بأنه «مجرد أحدث مثال على استخدام الحكومة التدابير القضائية لإسكات الناشطين في مجال حقوق الإنسان». تم تأجيل محاكمة المسقطي في وقت لاحق حتى عام 2009 وفي يونيو 2010 حكم عليه بدفع غرامة قدرها 500 دينار بحريني. احتج مركز البحرين لحقوق الإنسان على الحكم واصفا إياه بأنه «استمرار لسياسة السلطة في البحرين لتقييد مؤسسات المجتمع المدني».

## دورها في احتجاجات عام 2011
في فبراير من عام 2011 شهدت البحرين سلسلة واسعة النطاق من الاحتجاجات المعارضة للاستبدادية كجزء من الربيع العربي. نشطت الجمعية في دوار اللؤلؤة في العاصمة المنامة الذي سرعان ما أصبح مركزا للاحتجاجات. من بين مطالب المحتجين كان صياغة دستور جديد واستبدال رئيس الوزراء خليفة بن سلمان بن حمد آل خليفة عم الملك الذي يشغل المنصب منذ عام 1971 برئيس وزراء منتخب.
يوم 1 يونيو عقب انتهاء 11 أسبوع من الأحكام العرفية شاركت الجمعية في سلسلة من الاحتجاجات المنسقة في القرى الشيعية ضد عائلة آل خليفة المالكة السنية.